# Labajie
Labajie (chiń. upr. 腊八节; chiń. trad. 臘八節; pinyin Làbājié) – chińskie święto buddyjskie, obchodzone ósmego dnia dwunastego miesiąca (według chińskiego kalendarza), na pamiątkę osiągnięcia stanu oświecenia przez Buddę Siakjamuniego.
W dniu święta Labajie w świątyniach buddyjskich odbywają się uroczyste modły. Medytacja poprzedzona jest spożyciem rytualnego posiłku zwanego laba, składającego się z ryżu i owoców.
W okolicach Pekinu Labajie jest jednocześnie początkiem przygotowań do chińskiego Nowego Roku. W dniu tym zaprawia się czosnek w occie winnym, który następnie dojrzewa aż do Nowego Roku.